# Estoire d'Eracles
Estoire d'Eracles (slovensko Zgodovina (cesarja) Heraklija) je francoski  prevod  latinskega besedila Historia rerum in partibus transmarinis gestarum (Zgodovina dogodkov v deželah onkraj morja), ki ga je napisal Viljem iz Tira. Ime prevajalca ni znano. Zgodovina se začne s Heraklijevim ponovnim zavzetjem Jeruzalema leta 630 n. št. in se nadaljuje do leta 1184. V nadaljevanju je opisana zgodovina križarskih držav od Saladinovega zavzetja Jeruzalema leta 1187 do leta 1277.
Prevod je nastal med letoma 1205 in 1234, verjetno v zahodni Evropi. Besedilo prevoda je bilo večkrat spremenjeno. zato rokopisi vsebujejo več različic Viljemovega besedila. Nadaljevanja  so bila prevodu dodana med letoma 1220 in 1277. Prvo nadaljevanje, ki pokriva leta 1185–1225, ima dve različici. Obe odražata politična stališča križarske aristokracije. Ohranjenih je 49 rokopisov Heraklijeve zgodovine. 44 rokopisov vsebuje prvo različico nadaljevanja, pet tako imenovanih Colbert–Fontainebleaujskih rokopisov pa drugo različico. Dvanajst rokopisov vsebuje edinstveno nadaljevanje za leta 1229–1261, vzeto iz neodvisnega dela, znano kot Rothelinovo nadaljevanje.
Nadaljevanja Heraklijeve zgodovine imajo različno zgodovinsko vrednost. Sam prevod kot samostojen vir nima zgodovinske vrednosti. Ernoulsko nadaljevanje je neprecenljiv vir za obdobje od 1187 do 1204, vključno s padcem Jeruzalema, vladavino Konrada Montferraškega, ustanovitvijo Ciprskega kraljestva, tretjo križarsko vojno in Bizantinskim cesarstvom do četrte križarske vojne.
Četudi je bila Heraklijeva zgodovina objavljena dvakrat iz različnih rokopisov, ni bilo do zdaj nobene kritične izdaje, ki bi temeljila na vseh rokopisih.